# Ben Turpin
Pour les articles homonymes, voir Turpin.
Bernard Turpin est un acteur américain né le 19 septembre 1869 à La Nouvelle-Orléans (Louisiane, États-Unis) et mort le 1er juillet 1940 à Santa Monica (Californie). 
Surnommé « cross-eyed », en raison de son strabisme, Ben Turpin est un célèbre comique de second plan durant l'époque du cinéma muet. Il joue notamment aux côtés de Charlie Chaplin.

## Biographie
Ben Turpin naît en Louisiane à La Nouvelle-Orléans aux États-Unis le 19 septembre 1869. Son père est propriétaire d'un magasin de confiserie. À 7 ans, avec son père, il déménage à New York. En séjour à Chicago, il remarque une petite-annonce faisant appel à des comédiens pour jouer dans une pièce de théâtre. Ben Turpin se présente au casting et, grâce à un numéro mettant en valeur son strabisme , il est engagé.
Après avoir travaillé 17 ans au Happy Hooligan, il rejoint en 1907 les Studios Essanay. Il joue ainsi dans plusieurs films burlesques, le plus souvent aux côtés de Charlie Chaplin (Charlot débute, Charlot fait la noce, Charlot boxeur et Charlot joue Carmen).
Passé au statut de vedette comique, il apparait souvent dans des films de parodies. Mais lorsque le parlant domine, la carrière de Ben Turpin semble se ternir. Il investira d'ailleurs dans l'immobilier, ce qui lui offrira une rente à vie.
Son dernier film est En croisière (1940), avec Laurel et Hardy.
Il meurt le 1er juillet 1940 d'une maladie du cœur, à 70 ans.
Pour sa contribution à l'industrie du cinéma, une étoile lui est dédiée sur le Hollywood Walk of Fame.

## Filmographie

### Années 1900
- 1907 : An Awful Skate, or The Hobo on Rollers de Gilbert M. Anderson : The Hobo
- 1907 : Mr. Inquisitive (it) de Gilbert M. Anderson
- 1907 : A Free Lunch (it) de Gilbert M. Anderson
- 1908 : The Younger Brothers de E. Lawrence Lee
- 1908 : Oh, What Lungs! de Gilbert M. Anderson
- 1908 : Soul Kiss de Gilbert M. Anderson
- 1908 : Breaking Into Society de Gilbert M. Anderson
- 1909 : Ben Gets a Duck and Is Ducked (réalisateur inconnu)
- 1909 : The Haunted Lounge de Gilbert M. Anderson
- 1909 : Tag Day (it) de Gilbert M. Anderson : The Tramp
- 1909 : Midnight Disturbance de Gilbert M. Anderson : The Burglar
- 1909 : The Energetic Street Cleaner (it)
- 1909 : The Rubes and the Bunco Men de Gilbert M. Anderson
- 1909 : A Mexican's Gratitude de Gilbert M. Anderson
- 1909 : Mr. Flip (en) de Gilbert M. Anderson : Mr. Flip
- 1909 : The Sleeping Tonic (it) de Gilbert M. Anderson
- 1909 : A Hustling Advertiser de Gilbert M. Anderson : le jeune homme
- 1909 : The New Cop (it) de Gilbert M. Anderson
- 1909 : A Case of Seltzer de Gilbert M. Anderson

### Années 1910
- 1911 : Their First Misunderstanding de Thomas H. Ince et George Loane Tucker
- 1913 : The Usual Way
- 1914 : Sweedie the Swatter
- 1914 : Sweedie and the Lord
- 1914 : The Fable of the Busy Business Boy and the Droppers-In (en) de George Ade (en)
- 1914 : Sweedie and the Double Exposure
- 1914 : Sweedie Springs a Surprise
- 1914 : The Joblot Recruits
- 1914 : Sweedie's Skate
- 1914 : Sweedie's Clean-Up
- 1914 : Golf Champion 'Chick Evans' Links with Sweedie
- 1914 : The Fickleness of Sweedie
- 1914 : Sweedie Learns to Swim (en)
- 1914 : She Landed a Big One de Wallace Beery
- 1914 : The Fable of the People's Choice Who Answered the Call of Duty and Took Seltzer
- 1914 : The Laundress
- 1914 : Sweedie the Trouble Maker
- 1914 : Countess Sweedie
- 1914 : Sweedie at the Fair
- 1914 : Sweedie and the Hypnotist
- 1914 : Madame Double X (en)
- 1914 : Their Cheap Vacation
- 1914 : Sweedie Collects for Charity
- 1915 : Snakeville's Debutantes : Bloggie
- 1915 : Curiosity
- 1915 : Sweedie and the Sultan's Present
- 1915 : Sweedie's Suicide
- 1915 : The Clubman's Wager
- 1915 : Sweedie and Her Dog
- 1915 : Two Hearts That Beat as Ten
- 1915 : Charlot débute (His New Job) : Film Extra, in Anteroom
- 1915 : Sweedie Goes to College
- 1915 : Hogan's Romance Upset (en) de Charles Avery
- 1915 : Charlot fait la noce ou "Charlot en bombe" (A Night Out) : Fellow Reveller
- 1915 : Hogan Out West
- 1915 : Sweedie's Hopeless Love
- 1915 : Charlot boxeur (The Champion) : Ringside vendor
- 1915 : Love and Trouble
- 1915 : Sweedie Learns to Ride
- 1915 : Two Bold, Bad Men : First Bad Man
- 1915 : A Coat Tale : Husband
- 1915 : The Undertaker's Uncle : l'oncle
- 1915 : How Slippery Slim Saw the Show
- 1915 : Sweedie in Vaudeville
- 1915 : Sweedie's Hero
- 1915 : A Bunch of Matches : Justice of the Piece
- 1915 : Sophie and the Fakir : le mari de Sophie
- 1915 : Sweedie's Finish
- 1915 : Their Social Splash d'Arvid E. Gillstrom et F. Richard Jones
- 1915 : Others Started It, But Sophie Finished : le mari
- 1915 : Snakeville's Twins : The Henpecked Husband
- 1915 : The Bell-Hop : The Bell-Hop
- 1915 : Broncho Billy Steps In
- 1915 : Versus Sledge Hammers : The Count's Valet
- 1915 : A Quiet Little Game : The Undertaker
- 1915 : Broncho Billy and the Card Sharp
- 1915 : Snakeville's Hen Medic : Bloggie
- 1915 : The Convict's Threat : Prisoner
- 1915 : When Snakeville Struck Oil
- 1915 : Too Much Turkey : le voisin
- 1915 : It Happened in Snakeville : Bloggie
- 1915 : Broncho Billy's Love Affair
- 1915 : The Merry Models : Bloggie
- 1915 : The Escape of Broncho Billy
- 1915 : Snakeville's Champion : Bloggie
- 1915 : A Christmas Revenge : Loafer
- 1916 : Charlot joue Carmen : Remendados
- 1916 : National Nuts
- 1916 : Nailing on the Lid
- 1916 : His Blowout : Bloggie
- 1916 : Delinquent Bridegrooms : Bloggie
- 1916 : The Iron Mitt : Bloggie
- 1916 : When Papa Died
- 1916 : Just for a Kid
- 1916 : Hired and Fired : Bloggie
- 1916 : A Deep Sea Liar : Bloggie
- 1916 : For Ten Thousand Bucks : Bloggie
- 1916 : Bungling Bill's Dress Suit
- 1916 : Lost and Found
- 1916 : Some Liars
- 1916 : The Stolen Booking
- 1916 : Doctoring a Leak
- 1916 : Poultry à la Mode
- 1916 : Ducking a Discord
- 1916 : Le Cauchemar de Fatty (He Did and He Didn't) de Roscoe Arbuckle
- 1916 : A Safe Proposition : A Burglar
- 1916 : Picture Pirates
- 1916 : Some Bravery : A Bellhop
- 1916 : The Wicked City
- 1916 : A Waiting Game : A Tramp
- 1916 : Shot in the Fracas
- 1916 : Taking the Count : A Cabin Steward
- 1916 : Jealous Jolts
- 1917 : A Circus Cyclone
- 1917 : The Musical Marvel
- 1917 : The Butcher's Nightmare
- 1917 : A Studio Stampede
- 1917 : His Bogus Boast
- 1917 : Frightened Flirts
- 1917 : When Ben Bolted : Ben
- 1917 : Masked Mirth
- 1917 : Bucking the Tiger
- 1917 : Caught in the End
- 1917 : Cactus Nell
- 1917 : Sole Mates
- 1917 : Un automate très autonome (A Clever Dummy) de Herman C. Raymaker, Ferris Hartman et Robert P. Kerr : A romantic janitor
- 1917 : Two Laughs : Special Delivery Boy
- 1917 : Pete's Pants : Ben Turpin
- 1917 : Lost: A Cook
- 1917 : The Pawnbroker's Heart
- 1917 : Erreur de chambre (A Bedroom Blunder) de Edward F. Cline et Hampton Del Ruth : réceptionniste de l'hôtel
- 1917 : Roping Her Romeo : Honest Eyed Jack, a Poor Butterfly
- 1917 : Les Déboires de Philomène (Are Waitresses Safe?) de Hampton Del Ruth et Victor Heerman : Ralph
- 1917 : That Night
- 1917 : Taming Target Center : The Old Sheriff
- 1918 : Watch Your Neighbor
- 1918 : Sheriff Nell's Tussle : Honest Eyed Jack, Still After Her
- 1918 : His Smothered Love
- 1918 : Saucy Madeline : A Rolling Stone Out of Work
- 1918 : The Battle Royal
- 1918 : Love Loops the Loop
- 1918 : Two Tough Tenderfeet : First Pal
- 1918 : She Loved Him Plenty
- 1918 : Whose Little Wife Are You?
- 1918 : Hide and Seek, Detectives
- 1919 : The Foolish Age : Choir member
- 1919 : Cupid's Day Off
- 1919 : East Lynne with Variations : The Hero
- 1919 : Yankee Doodle in Berlin : A Guardsman
- 1919 : The Village Smithy
- 1919 : When Love Is Blind : First Pal
- 1919 : Love's False Faces
- 1919 : No Mother to Guide Him
- 1919 : Trying to Get Along
- 1919 : The Dentist
- 1919 : Sleuths
- 1919 : Treating 'Em Rough
- 1919 : A Lady's Tailor
- 1919 : Uncle Tom Without a Cabin : oncle Tom
- 1919 : Salome vs. Shenandoah

### Années 1920
- 1920 : Countess Bloggie
- 1920 : Bloggie's Vacation
- 1920 : The Speakeasy
- 1920 : The Star Boarder
- 1920 : Un mariage mouvementé (Down on the Farm) : Her Husband
- 1920 : Married Life : Rodney St. Clair
- 1920 : You Wouldn't Believe It
- 1920 : The Quack Doctor
- 1921 : L'Idole du village (A Small Town Idol) de Erle C. Kenton et Mack Sennett : Sam Smith
- 1921 : She Sighed by the Seaside
- 1921 : Home Talent : Stranded Actor
- 1921 : Love's Outcast
- 1921 : Molly O'
- 1921 : Love and Doughnuts
- 1922 : Bright Eyes
- 1922 : Step Forward
- 1922 : Home Made Movies
- 1923 : The Shriek of Araby : The Sheik
- 1923 : Where's My Wandering Boy This Evening?
- 1923 : Pitfalls of a Big City
- 1923 : Asleep at the Switch
- 1923 : The Daredevil
- 1924 : Ten Dollars or Ten Days
- 1924 : The Hollywood Kid
- 1924 : Yukon Jake : Sheriff Cyclone Bill
- 1924 : Romeo and Juliet
- 1924 : Three Foolish Weeks : Rodney St. Clair
- 1924 : The Reel Virginian
- 1925 : The Wild Goose Chaser
- 1925 : The Raspberry Romance
- 1925 : The Marriage Circus
- 1925 : Hogan's Alley : A Stranger
- 1925 : Steel Preferred : Bartender
- 1926 : When a Man's a Prince
- 1926 : A Prodigal Bridegroom
- 1926 : A Harem Knight : Rodney St. Clair
- 1926 : A Blonde's Revenge : Gerald Montague
- 1926 : A Hollywood Hero
- 1927 : The Jolly Jilter
- 1927 : Broke in China
- 1927 : The Pride of Pikeville : The Pride of Pikeville
- 1927 : Love's Languid Lure
- 1927 : The College Hero : The Janitor
- 1927 : Daddy Boy
- 1928 : Seein' Things
- 1928 : Idle Eyes : Benjamin Turps
- 1928 : The Eyes Have It
- 1928 : The Cock-Eyed Family : Amos Gillig
- 1928 : The Wife's Relations : Rodney St. Clair
- 1928 : A Woman's Way
- 1929 : The Hollywood Dressmaker : Ben
- 1929 : Parade d'amour (The Love Parade) : Cross-eyed Lackey
- 1929 : The Show of Shows : What Became of the Floradora Boys number

### Années 1930
- 1930 : Swing High : Bartender
- 1930 : A Hollywood Theme Song de William Beaudine
- 1931 : Cracked Nuts : Cross-eyed Ben
- 1931 : Our Wife : Justice of the Peace
- 1931 : Movie Town : Ben
- 1931 : Ambassador Bill : The Butcher
- 1932 : Lighthouse Love
- 1932 : Make Me a Star : Ben the Crosseyed Man
- 1932 : Folies olympiques (Million Dollar Legs) d'Edward F. Cline : Mysterious Man
- 1932 : Hypnotized : Cameo appearance
- 1934 : Le Démon noir (en) (Law of the Wild) de B. Reeves Eason et Armand Schaefer : Henry
- 1935 : Keystone Hotel (en) de Ralph Staub : Count Drewa Blanc
- 1935 : Bring 'Em Back a Lie
- 1939 : Hollywood Cavalcade d'Irving Cummings : Bartender in Western
- 1940 : En croisière (Saps at Sea) : Cross-eyed Plumber